# Анатольская (посёлок)
Анатольская — посёлок в Пригородном районе Свердловской области России. Входит в муниципальный округ Горноуральский, управляется Николо-Павловской территориальной администрацией.
Ранее посёлок входил в состав Николо-Павловского сельсовета Пригородного района.

## География
Посёлок Анатольская расположен к северо-северо-западу от Екатеринбурга и к югу от Нижнего Тагила, при обгонном пункте Анатольская Свердловской железной дороги (ветка Нижний Тагил — Екатеринбург).
Вдоль юго-западной окраины посёлка протекает река Каменка, а на небольшом отдалении от Анатольской к востоку и северо-востоку — река Луковка. Приблизительно в 2,5 километрах от посёлка Каменка и Луковка сливаются в одну реку Карасиху, которая в 5 километрах от Анатольской впадает в Ленёвский пруд.
В одном километре к востоку от посёлка Анатольская проходит Серовский тракт (автодорога Серов — Нижний Тагил — Екатеринбург).
Часовой пояс
Анатольская, как и вся Свердловская область, находится в часовой зоне МСК+2. Смещение применяемого времени относительно UTC составляет +5:00.

## История
Посёлок появился строительстве железнодорожной станции на Уральской горнозаводской железной дороге близ деревни золотоискателей Анатольской. Название дано в честь одного из сыновей Демидова, Анатолия Демидова.  Все жители поселения были задействованы на обслуживании железной дороги. Станция также служила жителям деревни Анатольской. После строительства УГЖД (1874—1878 гг.) в деревне Анатольская-Грань и в посёлке при станции Анатольская были построены школы.

## Население
| 2002 | 2010 | 2021 |
| ---- | ---- | ---- |
| 131  | ↗160 | ↘122 |

Структура
По данным Всероссийской переписи населения 2002 года, национальный состав посёлка Анатольская следующий: русские — 90 %, татары — 10 %. По данным переписи населения 2010 года, в посёлке проживали 160 человек — 76 мужчин и 84 женщины.

## Промышленность
Совхоз «Анатольский»